# Lagaba
Lagaba was een stad in het kerngebied van Babylonië.
Er zijn een aanzienlijk aantal kleitabletten, nu in de collectie van de Yale-universiteit, die uit deze stad stammen, maar ze zijn verkregen uit illegaal graafwerk en de precieze locatie van de stad blijft onbekend. De kleitabletten stammen uit de tijd van Samsu-iluna van de eerste dynastie. Er zijn een aantal brieven onder van een priesteres van Marduk, Unnubtum geheten. Er zijn echter andere kleitabletten die wel enige aanwijzingen waar de stad gelegen was, onthullen. Over water was het op de weg van Babylon naar Kutha, maar wel stroomopwaarts van de laatste stad.